# 장전천 (부산)
장전천(長田川)은 부산광역시 기장군 철마면 장전리의 수락골에서 발원하여 북류하다가, 철마면에서 철마천으로 흘러드는 하천이다. 철마한우불고기축제의 개최지이기도 하다.